# Abbaye Sainte-Godelieve de Gistel
Ne pas confondre avec l'abbaye Sainte-Godelieve de Bruges.
L'abbaye Sainte-Godelieve de Gistel ou abbaye Ten Putte (néerlandais au puits) rassemblait, avant 2007, neuf moniales bénédictines. Elle est située à Gistel, commune située à 11 km d'Ostende, en Belgique, dans la province de Flandre-Occidentale. Elle faisait partie de la congrégation de Subiaco, mais depuis 2007, l'abbaye est occupée par des religieux (hommes et femmes) de la nouvelle congrégation Mère de la Paix ((nl) Moeder van Vrede).

## Tradition et légende
Selon la tradition, un château aurait été témoin, en 1070, du meurtre de Godelieve perpétré par le seigneur Bertulphe, son mari, voulant se débarrasser de son épouse. À l'origine donc, un monastère aurait été établi dans ce château.

## Histoire
Du monastère d'origine, fondé par la fille de la seconde épouse de Bertulphe au XIe siècle, est né un prieuré en 1891, élevé au rang d'abbaye en 1934.

## De nos jours
L'abbaye actuelle est d'une architecture sobre, discrètement enveloppée de verdure. Elle abrite des religieuses et des religieux qui évoluent au sein de la congrégation Mère de la Paix. Cette communauté fut fondée en 1992 par le révérend Bernard Debeuf et reconnue en 1998 par l'évêque de Bruges, comme 'association de fidèles'. En 2007, elle est installée comme congrégation de droit diocésain. Leur spiritualité est mariale, dans l'esprit des nouveaux mouvements catholiques. Leur habit religieux est bleu.